# Dolorès Mache
Dolorès Mache, de son vrai nom Darcise Dolorès Mache Ngassing, est une militante camerounaise des droits de l'environnement. Son combat est l'accès et le partage des bénéfices de l'huile de palme aux populations locales[D'où ?].

## Biographie

### Enfance, formation et débuts
Dolorès Mache étudie à l'université de Buéa. Elle est titulaire d’un Master en droit option English Law obtenu de la Faculté des sciences juridiques et politiques de l’université de Yaoundé 2- Soa
Elle est joueuse de basket-ball seniors dames pour Volcanics warrios,, ou pour Volcanic Warriors, selon e site Fiba3x3.

### Militantisme
Elle est membre du groupe de bénévoles de Greenpeace Afrique à Yaoundé. Elle est organisatrice à Vuma earth où elle lance des pétitions pour les questions environnementales et les droits de l'homme.
Elle participe au Climate Justice Camp, en vue la Cop 27 avec près de 400 jeunes rassemblés à Nabeul en Tunisie.[Quand ?]